# Famille Soncino

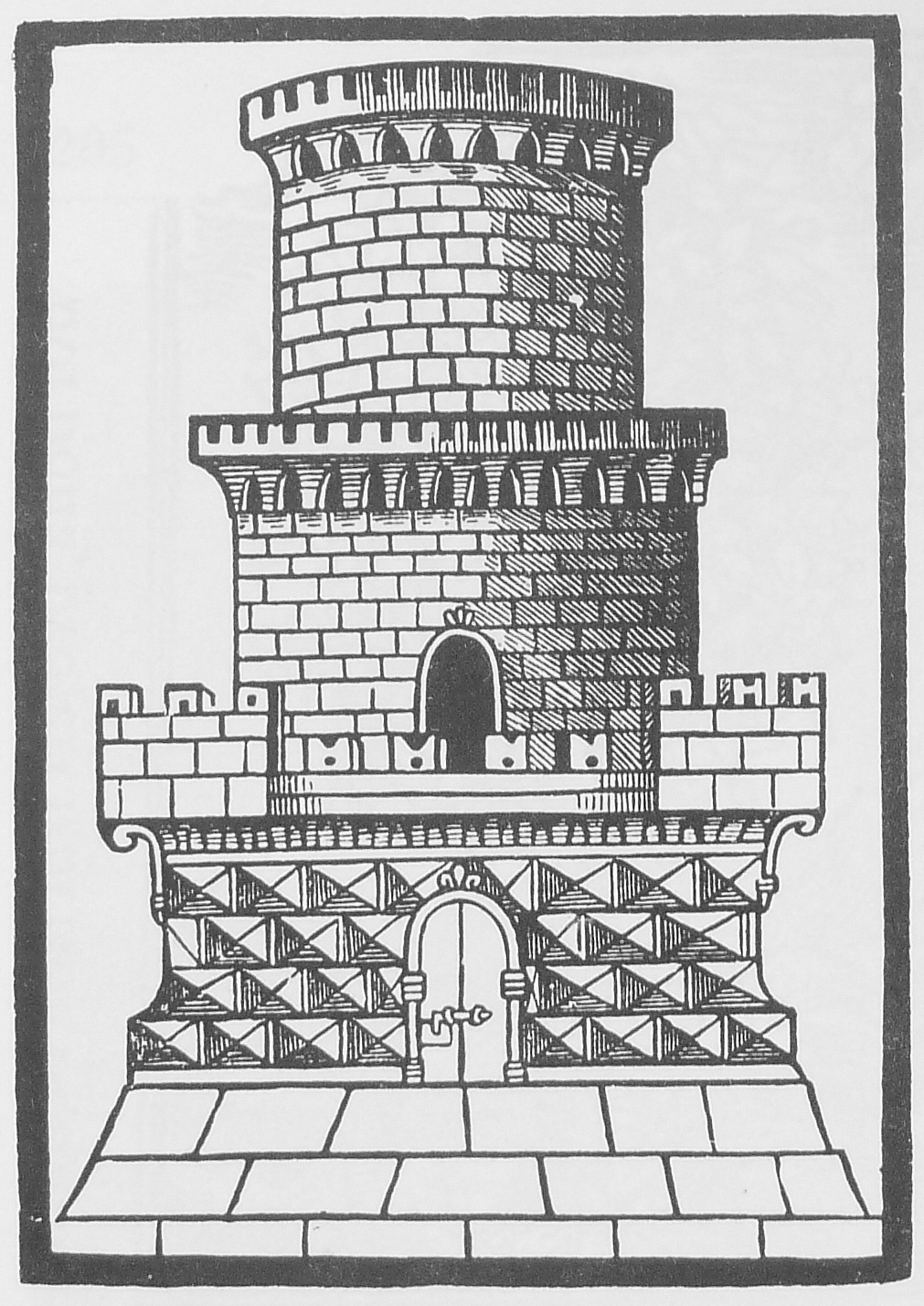
Colophon de la famille Soncino

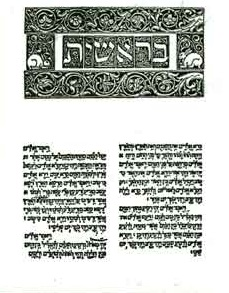
La première page de la Bible Soncino

La famille Soncino, qui doit son nom à la ville de Soncino en Lombardie, est une famille d'imprimeurs juifs italiens de la Renaissance qui produisit la première Bible en hébreu.

## Biographie
Originaires de Spire et de Fürth en Allemagne, puis établis à Soncino, ils migrent dans différentes villes italiennes puis, en 1526, lorsque Gershon Soncino est accusé d'avoir imprimé sans permission des traités insultants pour le catholicisme, à Constantinople puis à Salonique. Ces imprimeurs contribuent à la diffusion de la Bible et du Talmud et plus généralement des textes juifs dans toute l'Europe. La Jewish Encyclopedia recense 137 ouvrages imprimés en hébreu par les Soncinos entre 1483 et 1547, principalement des textes bibliques ou talmudiques et des livres de prière mais ils ont aussi produit des livres profanes ou religieux dont certains avec des symboles chrétiens.

## Principaux membres de la famille
- Israël Nathan ben Samuel, mort à Brescia en 1492, est le premier membre de la famille qui exerce le métier d'imprimeur. Il installe une presse à caractères hébraïques à Soncino en 1483, avec laquelle son fils Joshua Solomon publie son premier ouvrage, le traité du Talmud Berakhot le 19 décembre 1483 et le Mahzor Roma en 1486. Cette presse voyage beaucoup au cours de son existence : à Soncino de 1483 à 1486, à Casal mayore en 1486, de nouveau à Soncino de 1487 à 1490, à Naples, de 1490 à 1492, à Brescia, de 1492 à  1494, à Barco de 1494 à 1497, à Fano de 1503 à 1506, à Pesaro de 1507 à 1520 enfin à Rimini de 1521 à 1526. Leur colophon représente une tour. Les ouvrages des Soncino surpassent tous les autres par la qualité de leur typographie, leur exactitude, leurs ornementations et la qualité de leur papier.
- Joshua Solomon ben Israël Nathan Soncino, fils du précédent, imprimeur à Soncino de 1483 à 1488 puis à Naples de 1490 à 1492, fut à l'initiative de l'impression du Talmud.
- Gershon ben Moïse Soncino, neveu du précédent, mort à Constantinople en 1534, aussi connu en italien comme Jeronimo Girolima Soncino et en latin comme Hieronymus Soncino, est le plus célèbre des Soncino. Il secourt les Juifs expulsés d'Espagne ou du Portugal et voyage jusqu'en France pour y chercher les manuscrits qu'il imprime. Il produit le Mishné Torah de Maïmonide et parmi les ouvrages profanes, l'œuvre de Pétrarque pour César Borgia.
- Moïse Soncino, imprimeur à Salonique de 1526 à 1527, produit le Mahzor catalan.
- Eleazar ben Gershon Soncino, imprimeur de 1534 à 1547.